# 6104 Takao
A 6104 Takao (ideiglenes jelöléssel 1993 HZ) a Naprendszer kisbolygóövében található aszteroida. Endate, K.,  Vatanabe Kazuró fedezte fel 1993. április 16-án.